# Mitko
Mitko ist die bulgarische Kurzform (Koseform) des männlichen Vornamens Dimitar bzw. D[i]mitrij. Er ist auch im mazedonischen Sprachraum verbreitet. Mitko kommt auch als Nachname vor.

## Bekannte Namensträger

### Mitko als Vorname
- Mitko Grablew (* 1964), bulgarischer Gewichtheber
- Mitko Trendafilow (* 1969), bulgarischer Fußballspieler
- Mitko Sabew (* 1961), bulgarischer Geschäftsmann
- Mitko Stojkovski (* 1972), mazedonischer Fußballspieler

### Mitko als Nachname
- Thimi Mitko (1820–1890), albanischer Volksliedsammler